# Umberto Urbani
Umberto Urbani (Capodistria, 24 maggio 1888 – Trieste, 16 giugno 1967) è stato uno slavista e traduttore italiano.

## Biografia
Frate francescano, nel 1915, sotto l'Impero austro-ungarico, fu processato e condannato per il suo irredentismo italiano. Membro della Lega Nazionale e della Società Dante Alighieri, pubblicò diverse opere, tra cui una raccolta di liriche, Ninfe d'Italia, e numerose traduzioni dal serbo-croato. È stato uno dei fondatori della slavistica in Italia.

## Opere
- Amaranti, Zara 1913.
- Ninfe d'Italia, Trieste 1919.
- Le grotte di Postumia, Trieste 1923.
- Postumia romana, Trieste 1925.
- La congiura principesca: Serini - Frangipani, Trieste 1961.

### Traduzioni
- Ivan Tavčar, Streghe e demoni. Cronaca di Visoko, Trieste 1929.
- France Bevk, I fuochi di San Giovanni, Milano 1937.
- Ivo Vojnović, La signora dal girasole, Roma 1925.
- Jela Spiridonović Savić, Pergamente di frate Stratonico, Trieste 1927.
- Ante Tresić Pavičić, Il teatro di Rino Alessi, Videm 1937.
- Petar Petrović Njegoš, Serto della montagna, Trieste 1939.
- Ivana Brlić-Mažuranić, Leggende croate, Firenze 1955.

### Dizionari e manuali d'apprendimento
- Scrittori jugoslavi I, Trieste 1927.
- Scrittori jugoslavi II, Zara 1936.
- Storia della letteratura serba, croata e slovena, Torino 1938.
- Dizionario della lingua croata 1–2, Trieste 1944.
- Parliamo croato, Milano e Firenze 1945.
- Grammatica della lingua croata, 1945.
- Piccolo mondo Sloveno – Mali slovenski svet, Lubiana 1941.